# Wspólnota administracyjna Aub
Wspólnota administracyjna Aub – wspólnota administracyjna (niem. Verwaltungsgemeinschaft) w Niemczech, w kraju związkowym Bawaria, w rejencji Dolna Frankonia, w regionie Würzburg, w powiecie Würzburg. Siedziba wspólnoty znajduje się w mieście Aub. Przewodniczącym jej jest Ludwig Mühleck.
Wspólnota administracyjna zrzesza jedno miasto (Stadt), jedną gminę targową (Markt) oraz jedną gminę wiejską (Gemeinde):
- Aub, miasto, 1 545 mieszkańców, 17,54 km²
- Gelchsheim, gmina targowa, 798 mieszkańców, 15,75 km²
- Sonderhofen, 824 mieszkańców, 18,80 km²